# Josef Linhoff
Josef Linhoff (* 12. März 1819 in Arnsberg; † 27. September 1893 in Münster) war ein preußischer Beamter. 

## Leben
Er war ein Sohn des Hotel- und Eisenwerkbesitzers Linhoff. Er besuchte das Gymnasium Laurentianum und studierte anschließend Rechts- und Staatswissenschaften in Bonn und Berlin. Er war als Referendar am Landgericht Arnsberg tätig und war seit 1845 Regierungsassessor in Minden. In den Jahren 1849/50 war er Abgeordneter für den Wahlbezirk Höxter und Warburg in der zweiten Kammer des preußischen Landtags. Dort schloss er sich der Fraktion Harkort an. Linhoff war seit 1853 mit Aurelia Freiin von Exterde-Haselüne verheiratet. Seit 1854 war er Regierungsrat. 
Seit 1859 arbeitete er im preußischen Kultusministerium. Er gehörte dort der katholischen Abteilung zuständig für die Beziehung zur katholischen Kirche an. Im Jahr 1866 wurde er zum vortragenden Rat ernannt. Er genoss in dieser Zeit sowohl das Vertrauen des Staates wie der Kirche. Er sah seine Aufgabe als Vermittlungstätigkeit an. 
Während des Kulturkampfes geriet er allerdings in Konflikt mit Otto von Bismarck. Dieser sah in Linhoffs Äußerungen zum Klostergesetz ein Dienstvergehen und wollte Linhoff entlassen. Das Staatsministerium insgesamt hat dem aber widersprochen.   Nach der Auflösung der katholischen Abteilung im Jahr 1871 blieb er als einziger Katholik im Kultusministerium tätig, weil die Vorgesetzten seine juristischen Kenntnisse und seine Erfahrung schätzten. Im Jahr 1873 wurde er zum Geheimen Oberregierungsrat ernannt. Er schied erst 1890, obwohl seit längerem krank, im Rang eines Wirklichen Geheimen Regierungsrates aus dem Dienst aus. Mit zahlreichen Persönlichkeiten des katholischen Deutschland wie Ludwig Windthorst oder Erzbischof Paulus Melchers war er befreundet.